# Suances
Suances is een gemeente in de Spaanse provincie Cantabrië in de regio Cantabrië met een oppervlakte van 25 km². Suances telt 8.579 inwoners (1 januari 2016).

## Demografische ontwikkeling
Bron: INE, 1857-2011: volkstellingen